# Jean-Baptiste Riché
Jean-Baptiste Riché (Grande - Rivière-du-Nord, 19 de dezembro de 1777 - Porto Príncipe, 27 de fevereiro de 1847) foi o sexto presidente do Haiti.